# 삼총사 (1993년 영화)
《삼총사》(영어: The Three Musketeers)는 알렉상드르 뒤마의 동명 소설을 원작으로 1993년 월트 디즈니 픽처스에서 제작한 미국의 액션 모험 코미디 영화이다.

## 출연
- 찰리 신 - 아라미스 역
- 키퍼 서덜랜드 - 아토스 역
- 크리스 오도널 - 다르타냥 역
- 올리버 플랫 - 포르토스 역
- 팀 커리 - 리슐리외 추기경 역
- 리베카 더모네이 - 밀레디 드우인테르 역
- 개브리엘 앤워 - 안 왕비 역
- 마이클 윈콧 - 로슈포르 대장 역
- 폴 맥갠 - 지라르 / 쥐사크 역
- 쥘리 델피 - 콩스탕스 역
- 휴 오코너 - 루이 13세 역

## 우리말 녹음
KBS 성우진
- 강수진 - 다르타냥(크리스 오도널)
- 김환진 - 아라미스(찰리 신)
- 홍시호 - 아토스(키퍼 서덜랜드)
- 이윤선 - 포르토스(올리버 플랫)
- 서혜정 - 밀레디(리베카 더모네이)
- 김수경 - 안 왕비(개브리엘 앤워)
- 차명화 - 콩스탕스(쥘리 델피)
- 온영삼
- 강구한 外